# Bohuslav Fiala
Bohuslav Fiala es un deportista checoslovaco que compitió en piragüismo en la modalidad de eslalon. Ganó dos medallas en el Campeonato Mundial de Piragüismo en Eslalon, bronce en 1949 y plata en 1951.

## Palmarés internacional
| Campeonato Mundial | Campeonato Mundial | Campeonato Mundial | Campeonato Mundial |
| Año                | Lugar              | Medalla            | Competición        |
| ------------------ | ------------------ | ------------------ | ------------------ |
| 1949               | Ginebra (Suiza)    | Medalla de bronce  | F1 por equipos     |
| 1951               | Steyr (Austria)    | Medalla de plata   | C2 por equipos     |